# Campeonato Catarinense de Futebol
O Campeonato Catarinense de Futebol, também conhecido como Campeonato Catarinense, é a principal competição de futebol do estado de Santa Catarina, no Brasil. É por meio dela que são indicados os representantes catarinenses para as competições nacionais. É organizado pela Federação Catarinense de Futebol, responsável pelo futebol profissional no estado. 
O campeonato é disputado desde 1924 e é considerado um dos mais equilibrados do país. Nos últimos 96 anos (desde 1924), a Série A não teve campeão definido em dois anos. Em 1933 o torneio não foi concluído e em 1946 o torneio não foi realizado.
Uma das características históricas do Campeonato Catarinense foi a falta de uma padronização no sistema de disputa, que muda a cada ano, assim como as regras e o número de participantes. A competição já contou com a participação de 130 clubes ao longo da sua história. A maioria destes clubes estão desativados nos dias atuais.
Desde 1972, o campeonato é dominado pelos cinco grandes – Avaí, Chapecoense, Criciúma, Figueirense e Joinville– que ganharam todos os campeonatos desde então, exceto dois (os de 1992 e 2022, ambos vencidos pelo Brusque), e disputaram todas as finais entre si, exceto em dezesseis ocasiões.
O Avaí foi o vencedor da primeira edição da competição e também é o maior campeão com 19 títulos. Em seguida temos o Figueirense, com 18 títulos de campeão, o Joinville e o Criciúma Esporte Clube com 12 títulos e a Chapecoense com 7 títulos. Esses cinco clubes são responsáveis por boa parte das conquistas do Campeonato Catarinense, a rivalidade entre eles está marcada na história desta competição. Ao todo, vinte e três clubes já foram campeões da competição, doze campeões por mais de uma vez, de onze cidades diferentes.
Atualmente, a Série A é disputado por 12 equipes e normalmente realizado entre os meses de janeiro e meados de maio. No Ranking Nacional das Federações, Santa Catarina aparece na quinta colocação entre os 27 estados da federação. Tal colocação, possibilita que a Federação Catarinense de Futebol distribua três vagas para a Copa do Brasil e três vagas para a Série D do Campeonato Brasileiro, geralmente distribuídas aos melhores colocados do Campeonato Catarinense.

## História
A história do futebol de Santa Catarina traz consigo grandes momentos protagonizados por tradicionais clubes e clássicos municipais que foram surgindo nos maiores centros do estado. Estes jogos entre equipes da mesma cidade se tornaram grandes clássicos, que ganharam reconhecimento e fama ao longo dos tempos pelo ótimo nível das equipes. No Norte, em Joinville, América vs. Caxias, no Vale do Itajaí em Blumenau, Olímpico vs. Palmeiras, em Itajaí, Almirante Barroso vs. Marcílio Dias, em Brusque, Paysandu vs. Carlos Renaux. Seguindo para o Sul, em Criciúma, com Próspera, Metropol e Comerciário. No litoral Sul, em Tubarão, Ferroviário vs. Hercílio Luz, no Planalto Serrano, nas cores do Internacional de Lages, no Oeste, em Chapecó, com a Chapecoense.

### Primeiros anos (1924–1929)

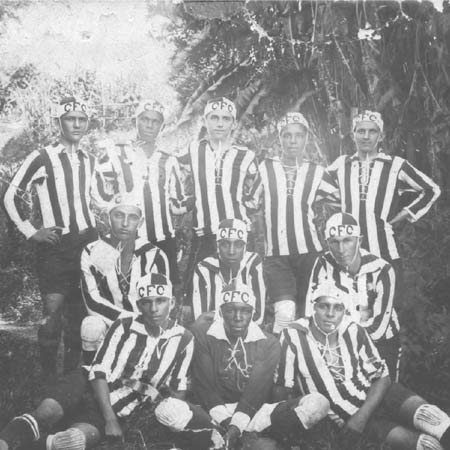
Equipe do Caxias, de Joinville, campeão do Campeonato Catarinense de 1929

Fundada em 12 de abril de 1924 com o nome de Liga Santa Catharina de Desportos Terrestres, a história da regulamentação do futebol em Santa Catarina começou na Rua Esteves Júnior, no centro da capital, no Gymnasio Catharinense, atual Colégio Catarinense, berço da educação e da prática desportiva, onde se reuniram os representantes dos clubes Atlético Florianópolis, Figueirense, Internato, Trabalhista e Avaí, para registrar a ata de fundação da atual, Federação Catarinense de Futebol.
No princípio, a entidade organizava campeonatos das modalidades de atletismo, tiro ao alvo e também de futebol. O primeiro presidente da então Liga Santa Catharina de Desportos Terrestres foi Luiz Alves de Souza (1924–1927). Mais tarde, já em 1927, a entidade teve seu nome modificado para Federação Catarinense de Desportos. Com a consolidação do futebol como o esporte das multidões e com evolução das demais modalidades de práticas esportivas e a consequente criação de entidades regulamentadoras específicas para cada uma, em 1951 a Federação Catarinense de Desportos tornou-se a Federação Catarinense de Futebol.
No ano de 1927, os clubes do interior se interessaram em filiar-se a FCD, como o Brasil Football Club (atual Blumenau EC) e o América, de Joinville. O Avaí campeão da FCD teve que colocar o título em jogo contra o campeão do interior. O América desistiu de filiar-se e o jogo programado para decisão do interior entre Brasil e América não aconteceu, assim, a FCD decidiu homologar o título de campeão do interior ao Brasil Football Club.
Nesta década, foram disputados seis edições da competição. O Avaí foi o maior campeão da década com quatro conquistas (1924, 1926, 1927 e 1928), sendo três delas de forma consecutivas. O Externato conquistou a edição de 1925 e o Caxias, de Joinville, em 1929, sendo este o primeiro campeão do interior. Destaca-se também o Brasil Football Club, vice-campeão em 1927 e 1928.

### Domínio da capital e o primeiro título de Itajaí (1930–1939)

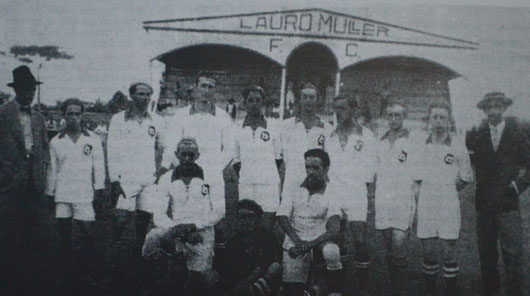
Equipe do Lauro Müller, campeão do Campeonato Catarinense de 1931.

Na década de 1930, começa a surgir os clubes clássicos em Santa Catarina, mas que hoje em dia grande parte estão desativados. Também foi uma década de domínio da capital. Avaí, Figueirense e Atlético Catarinense conquistaram sete das dez edições. Desta vez, o Figueirense foi o maior campeão da década com cinco conquistas (1932, 1935, 1936, 1937 e 1939), sendo três destas de forma consecutivas.
O primeiro título de Itajaí aconteceu na edição de 1931, que terminou apenas no dia 31 de janeiro de 1932. A final seria contra o Atlético Catarinense, da capital. Seria, porque o time de Florianópolis não apareceu. A equipe ficou irritada porque a partida decisiva foi adiada em uma semana. A diretoria do Atlético, que já não estava em sintonia com a Federação Catarinense de Desportos, resolveu não aparecer e o Lauro Müller venceu por WO. O Atlético acabou punido e o Caxias foi considerado o vice-campeão.
Em agosto de 1935, os clubes de Joinville formaram a Associação Catarinense de Desportos (ACD) e realizaram o seu próprio campeonato estadual com América, Caxias, Cruzeiro, Grêmio, Glória e São Luiz. Isso porque o interior não estava satisfeito com a Federação Catarinense de Desportos (FCD hoje FCF). As principais reclamações eram que as equipes da capital eram beneficiadas nas competições estaduais. Disputando entre si os títulos ou sendo ajudadas pela arbitragem. A indignação já era grande antes de 1934, mas após o título homologado do Atlético Catarinense – em um campeonato sem os times de Joinville –, as equipes do interior se organizaram e criaram a ACD. Ambas as entidades tinham um objetivo idêntico: organizar o "verdadeiro" Campeonato Catarinense. A Federação Catarinense de Desportos tinha acabado de se recuperar financeiramente de uma grave crise que fez o estadual de 1933 ser cancelado e no ano que volta a ativa perdia os times do interior. A nova liga confirmou sua legitimidade junto a Confederação Brasileira de Desportos (CBD) e representou Santa Catarina no Campeonato Brasileiro de Seleções, o que não mudou a rotina de derrotas do estado. O primeiro campeão da ACD foi o Caxias, que no ano seguinte levou mais uma taça. No último ano da disputa do interior o título ficou com o Ypiranga, de São Francisco do Sul. Somente em 1937 a ACD se filiou a FCD, tendo seus campeonatos de 1935 e 1936 reconhecidos como citadinos e não estaduais. Em 13 de Janeiro de 1942, a ACD mudou o nome para Liga Joinvilense de Futebol (LJF).
No dia 16 de abril de 1939, um time de Itajaí conquistava pela segunda vez o título do Campeonato Catarinense de Futebol (a edição era a do ano anterior). O CIP, sigla para Companhia Itajaiense de Phósforos Foot-ball Club. Depois de eliminar o Avaí na semifinal, o CIP enfrentou o Atlético São Francisco, de São Francisco do Sul, que bateu o Caxias, de Joinville. A vitória por 2–0 fez com que os itajaienses levassem o troféu. Segundo um jornal da época, os atletas foram elogiados “pela exuberância e energia com que souberam batalhar ante a agressividade brutal dos adversários”. Foi a primeira e última participação do CIP no estadual. O time encerrou as atividades em 1944.

### O interior surge ao futebol catarinense (1940–1949)

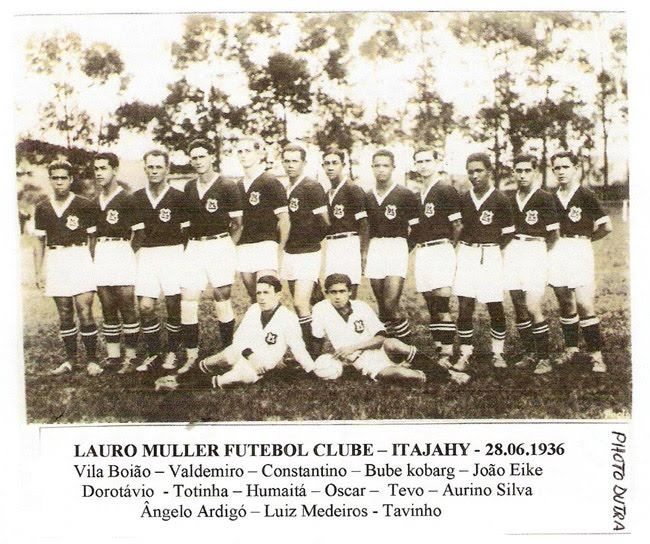
Time do Lauro Müller no ano de 1936.

A partir de meados da década de 1940, o interior catarinense se tornou hegemônico, equipes de fora da capital se adequaram mais rapidamente à realidade do profissionalismo, caso clássico do Olímpico e do América, ambos campeões catarinense. Desde então, começa surgir a força do interior catarinense. Contudo, entre as dez edições disputadas, cinco foram vencidas pelas equipes de Florianópolis. Assim como na década de 1920, destaca-se o Avaí com quatro conquistas.
A decisão do estadual de 1942, teve como finalistas o América e o Avaí. Porém, o jogo final nunca aconteceu e o Leão da Ilha ficou com a taça por conta de um decreto. Os jogadores do time joinvilense foram impedidos de jogar pelo batalhão do exército para a partida decisiva porque o América tinha no elenco atletas que faziam partida do 13º Batalhão de Caçadores. Assim, o time do Norte do estado tentou realizar a partida em outra data, ou mesmo em Joinville — onde os jogadores que serviam o exército poderiam jogar —, mas a FCF não cedeu e decretou o Avaí campeão.
A edição de 1946, não foi disputada, pois a Federação Catarinense de Desportos foi suspensa pela Confederação Brasileira de Desportos, por recusar-se a jogar com sua seleção estadual em Curitiba, pelo Campeonato Brasileiro de Seleções Estaduais. A Federação Catarinense ficou impedida de realizar competições oficiais pelo período de um ano. Antes de concluir a pena, houve o perdão da Confederação Brasileira, mas não havia tempo hábil para as disputas do campeonato estadual. A grande reclamação dos catarinenses foi que o árbitro anulou um gol legítimo de Saulzinho.

### Domínio do interior (1950–1959)
Na edição de 1950, o Carlos Renaux conquistou o seu primeiro Campeonato Catarinense. Com a final disputada em dois jogos contra o Figueirense, o Carlos Renaux ganhou as duas partidas por 1–0, a primeira no dia 27 de maio de 1951 no Estádio Cônsul Carlos Renaux, em Brusque. O juiz da partida foi Artur Paulo Lange de Santa Catarina. A segunda partida ocorreu no dia 3 de junho de 1951 no Estádio Adolfo Konder, em Florianópolis. O juiz da partida foi Manoel Machado, do Rio de Janeiro.
Dois anos depois, na edição de 1953, o Carlos Renaux caiu na fase qualificatória contra o União de Ibirama, e aplicou logo de cara duas goleadas históricas, 9–3 e 7–2. Nas quartas de final outra goleada histórica, 7–1 em cima do Cruzeiro. O placar foi tão elástico que a equipe do Cruzeiro decidiu não comparecer ao jogo de volta. Nas semifinais outra goleada, 6–2 sobre o Baependi, e com mais 2–0 no jogo de volta a equipe se classificou para a final. A final foi contra o América, e após duas vitórias apertadas, 4–3 e 3–2, o Carlos Renaux conquistou o título de forma invicta pela segunda vez em sua história. Com isso se tornou bicampeão catarinense.
Em 1959, o Paula Ramos obteve a maior conquista da sua história, o campeonato estadual de futebol daquele mesmo ano. A campanha histórica do Paula Ramos naquele ano ficou marcada na memória de jogadores, dirigentes e torcedores. Foram 33 jogos, 20 vitórias, 4 derrotas, 9 empates, 74 gols marcados e 35 recebidos. O jogo da grande final, que aconteceu no estádio Adolfo Konder, em Florianópolis, conhecido como Campo da Liga, foi contra a equipe Carlos Renaux, de Brusque. No dia da grande conquista, o placar foi 2–0.
A década de 50 foi marcada pelo domínio do interior e o surgimento de equipes tradicionais no cenário estadual. Dentre todas as edições, apenas uma foi vencida pela capital, a de 1959 pelo Paula Ramos. Por outro lado, a cidade de Joinville conquistou cinco dos dez títulos. O Carlos Renaux (1950 e 1953), o América (1951 e 1952), o Caxias (1954 e 1955), o Operário (1956) e o Hercílio Luz (1957 e 1958), também tiveram suas conquistas nesta década.

### Criciúma desponta no cenário estadual (1960–1969)
Esta década ficou marcada pela aparição de Criciúma no cenário futebolístico estadual, através do Metropol. O clube ganhou as edições de 1960, 1961, 1962, 1967 e 1969. Além do Metropol, o Comerciário (atual Criciúma) ganhou a edição de 1968. Criciúma assim como Florianópolis e Joinville, despontava como uma potência do futebol catarinense.
No dia 25 de abril de 1965, o Olímpico, de Blumenau, conquistava seu segundo título estadual. O sonho dos blumenauenses começou a se tornar mais uma vez realidade, aos 26 minutos da primeira etapa. A arbitragem marcou falta em Rodrigues pouco além da risca divisória, cometida pelo lateral De Paula. Paraguaio cobra a infração com endereço certo. O centroavante paranaense salta de costas para o gol, desviando do alcance do goleiro lageano, que teve que buscar a bola no fundo das redes. O Olímpico e sua torcida comemoravam o primeiro gol, o único da primeira etapa. O Internacional, de Lages, correu logo atrás do prejuízo sofrido na primeira etapa empatando aos 10 minutos, através de Jóia, dando um grande susto na torcida local. O técnico Adúcci Vidal processara uma alteração na equipe, tirando o ponteiro Lila, colocando Quatorze, deixando assim o ataque mais ofensivo, com a presença de dois centroavantes. A tentativa deu bom resultado, logo aos 13 minutos, 2–1, outra vez reanimava-se o torcedor blumenauense. O terceiro gol foi duvidoso para os jogadores do Inter. Lances que ensaiavam a violência começaram a suceder-se no final do jogo. O Inter ainda tentava o empate para levar a decisão a uma prorrogação.
Blumenau mais uma vez, comemorava em passeata, o título de campeão catarinense. Para chegar ao título o Olímpico realizou uma campanha de 47 jogos. Foram 30 vitórias, 10 empates e apenas 6 derrotas, em um ano, um mês e uma semana, com 63 gols marcados a favor e 32 contra, com 70 pontos a favor e apenas 12 contra.
Além destas equipes, sagraram-se campeões nesta década o Inter de Lages (1965), o SER Perdigão (1966) e o Marcílio Dias (1963). Além do título de 1963, o Marcílio Dias também foi vice-campeão em quatro ocasiões (1960, 1961, 1962 e 1967).

### O surgimento dos grandes clubes e sua primeiras conquistas (1970–1979)
A década de 1970 foi uma das mais importantes e decisivas para a história do futebol catarinense. Foi nessa década que grandes equipes da atualidade apareceram e tiveram seus primeiros títulos. Com o passar dos anos e a evolução para o profissionalismo, muitas equipes pioneiras no futebol catarinense ficaram para trás, mas também surgiram imensas alegrias com o aparecimento de clubes que representam uma realidade de conquistas para os torcedores catarinenses. Em 1976, após a fusão das duas equipes profissionais de Joinville, o Caxias e o América, clubes que juntos já somavam dezoito finais de Campeonato Catarinense, nasceu o Joinville Esporte Clube. No mesmo ano de sua fundação já conquistou seu primeiro título estadual. Além da edição de 1976, o JEC conquistou os títulos de 1978 e 1979. Já em 1977, a Associação Chapecoense de Futebol surge para o estado sagrando-se campeã catarinense do mesmo ano e sendo vice-campeã do ano seguinte.
Em 1978, ocorre um dos mais polêmicos títulos do estado. O Avaí ficou tão irritado com um pênalti marcado a favor do Joinville, que decidiu abandonar o Catarinense de 1978. O artigo 50 do regulamento do torneio, que tratava do assunto, não esclarecia o que aconteceria com os pontos das partidas que o Leão ainda iria disputar. O JEC terminou em primeiro, porém, a Chapecoense considerou os pontos ganhos do jogo que não teve contra o Avaí e também se proclamou campeã. O caso foi acabar no Superior Tribunal de Justiça Desportiva (STJD). Depois de quatro meses de disputa o advogado Waldomiro Falcão conseguiu levar o título para o Joinville. No mesmo ano, o Comerciário, de Criciúma deixou de existir, sendo fundado posteriormente o Criciúma Esporte Clube. A ascensão destas três agremiações e o fortalecimento da dupla da capital são responsáveis pelo desempenho honroso do futebol catarinense no cenário nacional no século XXI.

### Octacampeonato do Joinville (1980–1989)
Nesta década, o Joinville se consolidou como um dos principais clubes do estado. Das dez edições, seis foram conquistados pelo recém fundado JEC. Foram 8 títulos seguidos (1978–1985), sendo a única equipe octacampeã de Santa Catarina. Além do Joinville, o Criciúma foi vencedor da edição de 1986 e da edição de 1989, além de ter sido vice-campeão em quatro oportunidades. O Avaí conquistou seu décimo segundo título na edição de 1988.
No ano de 1980, o JEC começava uma façanha inédita, histórica no estado de Santa Catarina. Para isso acontecer, o Tricolor fez grandes contratações, investindo pesado com as chegadas de Jorge Luis Carneiro, Edu Antunes, Vagner Bacharel, Carlos Alberto entre outros ótimos jogadores que conquistaram o catarinense daquele ano. No ano de 1985, o JEC atingiu o auge. Na terceira fase da competição, venceu o Marcílio Dias pelo placar de 4–0 e foi até a final completando 17 jogos invictos. A decisão ocorreu no Estádio Doutor Hercílio Luz, agora por uma punição que foi aplicada tardiamente. Com o fato de ter que jogar a final fora de casa, a torcida do Joinville fez história e invadiu a cidade de Itajaí. Jogando um futebol convincente, bateu o Avaí por dois tentos a zero, com João Carlos Maringá abrindo o placar aos 45 segundos de jogo, e Paulo Egidio marcando o segundo gol no apagar das luzes, aos 45 minutos do segundo tempo. O Joinville era Octacampeão estadual, uma supremacia que poucos clubes conseguiram conquistar.

### Polêmicas e rivalidades mais acirradas (1990–1999)
O Criciúma marcou a sua retomada no cenário estadual conquistando cinco edições (1990, 1991, 1993, 1995 e 1998) e sendo vice-campeão em uma (1994). O Brusque foi campeão da edição de 1992, superando os "cinco grandes" times do estado, fato que não ocorria desde 1972. O Tubarão F.C., foi vice-campeão em duas oportunidades (1997 e 1998).
Na véspera da final de 1996, que ocorreria entre Chapecoense e Joinville, marcada para o dia 13 de julho, o Joinville ficou hospedado em um hotel que ficava bem no centro da cidade de Chapecó. Durante a noite, um grupo de torcedores da Chapecoense ficou soltando fogos perto do hotel. A polícia foi chamada, dava uma volta próximo do local e, quando ia embora, os fogos retornavam. Assim seguiu durante toda a madrugada. Na manhã seguinte, o então presidente do Joinville, Vilson Florêncio, decidiu deixar Chapecó e não ir a campo, pelas condições emocionais do time e por temer pela segurança física dos seus atletas. O árbitro Dalmo Bozzano, então, declarou a Chapecoense vencedora por W.O.
O Joinville recorreu da decisão do árbitro e pediu um novo jogo, em campo neutro. Depois de batalhas judiciais, uma nova decisão foi marcada para o dia 18 de dezembro. No entanto, o duelo ocorreu no Oeste do Estado. A Chape havia perdido o primeiro jogo por 2 a 0 e precisava vencer para levar a decisão para a prorrogação. Fez 1–0 no tempo normal, com Marquito, e chegou aos 2–0 na prorrogação, com Gilmar Fontana, e ficou com a taça. Além do título, a Chapecoense também foi vice-campeã em duas edições (1991 e 1995).

### O jejum de títulos no Norte do estado (2000–2009)

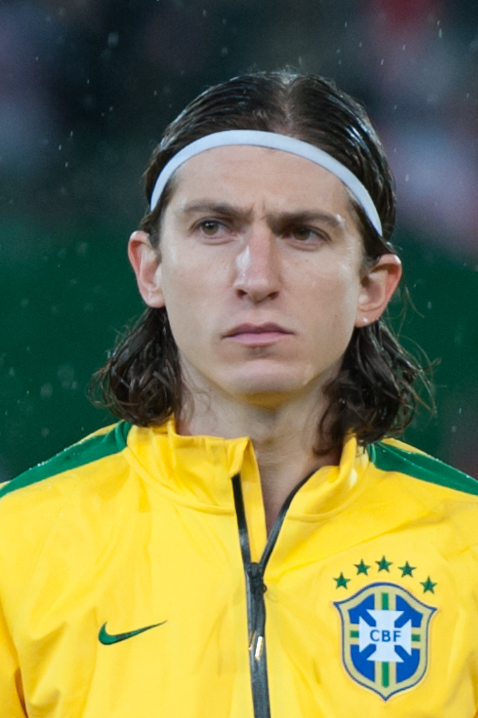
O catarinense Filipe Luís, foi bicampeão (2003 e 2004) do Campeonato Catarinense pelo Figueirense.

O Joinville chegou ao seu 12º título estadual ao vencer as edições de 2000 e 2001, após 13 anos de jejum. A primeira conquista foi em cima do Marcílio Dias, em um jogo eletrizante no Estádio Ernesto Schlemm Sobrinho. Fabinho carimbou o título aos 45 minutos do segundo tempo e fez a torcida soltar o grito que estava engatado na garganta. Em 2001, longe de casa, na cidade de Criciúma, o Tricolor levantou o bicampeonato, vencendo novamente por 2–0, como em 1987. Desta vez, Perdigão e Marlon anotaram os gols. O goleiro Marcão também foi o grande destaque desta da equipe. Logo após estas conquistas o Joinville entrou em um novo jejum de títulos que dura até os dias atuais. O Tricolor da Manchester Catarinense já está a 18 anos sem conquistar o título estadual.
Em 2007, mesmo novamente desacreditada, a Chapecoense voltou a conquistar o Campeonato Catarinense. Com uma campanha irrepreensível, o time chegou a final contra o Criciúma, vencendo o jogo de ida por 1 a 0 e empatando em 2 a 2 na cidade de Criciúma, levando seu terceiro título estadual. O título da Chapecoense na edição de 2007, foi o início da história do clube, tanto em âmbito estadual como nacional.
O Figueirense chegou ao tricampeonato estadual consolidando seu favoritismo e provando sua hegemonia no futebol catarinense. A terceira conquista consecutiva veio depois de 67 anos, feito que o transformou, também, no clube mais vezes campeão de Santa Catarina, junto com o Avaí, com 13 títulos. A vitória por 3–1, na última rodada do quadrangular final, foi contra o Guarani de Palhoça. O jogo, no Scarpelli, teve a presença de 21.324 torcedores, recorde na competição. O time do treinador Dorival Júnior em 16 jogos, venceu 8, empatou 3, perdeu 5, fez 30 gols e sofreu 19. O Criciúma e o Avaí conquistaram a edição de 2005 e edição de 2009, respectivamente. O Atlético Ibirama foi vice-campeão em duas oportunidades (2004 e 2005) e o Caxias em 2002, depois de anos de inatividade.

### A superioridade dos cinco grandes (2010–2019)

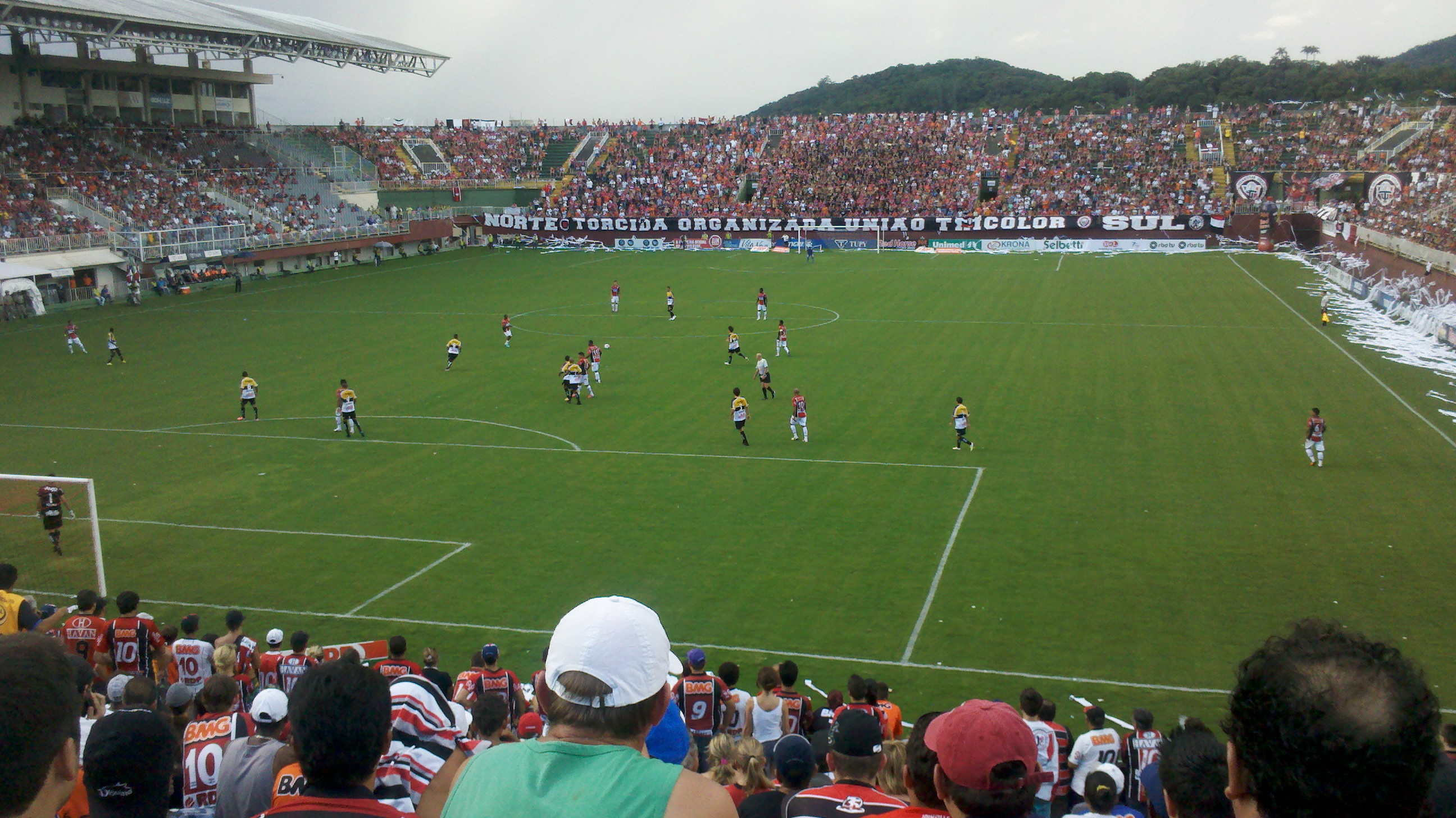
Partida do Clássico do Interior, na Arena Joinville, pelo Campeonato Catarinense de 2013.

Em 2011, a Chapecoense foi campeã do returno e enfrentaria o Criciúma que havia assegurado vaga nas finais pelo título da primeira etapa do Estadual. Com melhor campanha, a Chape tinha a vantagem do empate no placar agregado e o segundo jogo em casa. E precisou dela. Na ida, em Criciúma, os donos da casa venceram com um gol de Talles Cunha, que seria dispensado do clube do sul ao final do campeonato. Em Chapecó, ao tentar cortar um cruzamento, o volante Carlinhos Santos mandou para o próprio patrimônio. Está foi a quarta conquista estadual da Chapecoense.
Em 2012, depois de vencer o primeiro jogo da decisão por 3–0, na Ressacada, o Avaí venceu o Figueirense por 2–1, no Estádio Orlando Scarpelli, e se sagrou o campeão catarinense de 2012. Cléber Santana, de pênalti, e Laércio fizeram os gols da vitória da equipe comandada pelo técnico Hermerson Maria. Deretti descontou. O Figueira havia vencido o primeiro e o segundo turnos. Nas edições seguintes, o Criciúma sagrou-se campeão da edição de 2013. O Figueirense foi bicampeão estadual nas edições de 2014 e 2015. O Campeonato Catarinense de 2015 foi decidido através do Superior Tribunal de Justiça Desportiva, pois o Joinville que havia ganhado a competição, estava com um jogador em situação irregular. Portanto com a punição, o Figueirense levou a vantagem do empate e ficou com o título.
Nas edições de 2016 e 2017, foi vez da Chapecoense conquistar o seu bicampeonato estadual. Em 7 de maio, se tornou pela primeira vez bicampeã do Campeonato Catarinense. Após conquistar o returno do Campeonato Catarinense de 2017, a Taça Sandro Pallaoro, ganhou a oportunidade de disputar a final contra o Avaí que foi campeão do turno. No jogo de ida, na Ressacada, a Chapecoense vence por 1–0. No jogo da volta, na Arena Condá, o Avaí devolve o placar. Como a Chapecoense tinha a melhor campanha na classificação geral, o empate dava o título a equipe de Chapecó. No ano de 2018, o Figueirense voltou a conquistar o título, batendo a Chapecoense na Arena Condá por 2–0. Esta foi a primeira final envolvendo as duas equipes. Na edição de 2019, pelo quarto ano consecutivo a Chapecoense chega a final da competição, mas acaba sendo derrotada nos pênaltis, em jogo único, no Estádio da Ressacada. Desta forma, o Avaí chega ao seu 17º título estadual.
A Chapecoense (2011, 2016 e 2017), o Figueirense (2014, 2015 e 2018) e o Avaí (2010, 2012 e 2019) foram as equipes que mais conquistaram títulos, com três conquistas cada. Além destas equipes, destaca-se o Criciúma campeão da edição de 2013 e o Joinville que foi vice-campeão em quatro oportunidades (2010, 2014, 2015 e 2016).

## Troféu e premiações

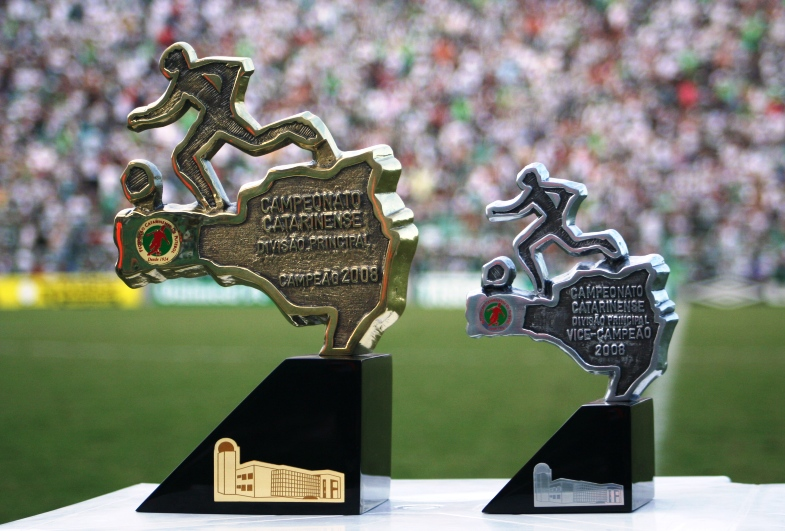
Troféus do campeão e vice-campeão da edição de 2008.

O Campeonato Catarinense não tem um formato de troféu definido. Ao longo do tempo, vários modelos foram entregues aos clubes. Dentre alguns deles o que mais se repete é o que contém a fachada da Federação Catarinense de Futebol. Vários troféus transitórios também são dados aos vencedores, neles estão homenagens a pessoas de grande influência no futebol catarinense como o ex-governador Aderbal Ramos da Silva e o ex-presidente da Federação Catarinense Delfim de Pádua Peixoto Filho. Na edição de 2016, o troféu foi escolhido através de um concurso intitulado "Com a taça na mão". Três torcedores tiveram a oportunidade de desenhar uma modelo de taça, a votação aconteceu pela internet e o ganhador foi Eder Costa com 40,59%. Na edição de 2017, os troféus cedidos a equipe campeã continham uma série de homenagens as vítimas do Voo LaMia 2933. O troféu da edição de 2018, tem formato de estrela e é alusivo aos 60 anos do Supermercado Angeloni, um dos patrocinadores do Estadual. Os troféus de campeão e vice do Catarinense 2019 têm o mesmo design, sendo o destinado ao campeão dourado e o destinado ao vice-campeão prateado. Os troféus medem 68 centímetros de altura, com 30 centímetros de diâmetro, são projetados a partir de uma base de madeira, circundada por três frisos nas cores branca, verde e vermelho, representando o Estado de Santa Catarina. A partir de cima da base surgem hastes espelhadas em formato cilíndrico, que projetam a circunferência da bola de futebol na face superior dos troféus, onde está destacado o símbolo do Catarinense 2019. Nas bases há placas com o brasão da Federação Catarinense de Futebol, a marca do patrocinador e também placas com dizeres, campeão e vice-campeão.

### Prêmio Top da Bola
O projeto Top da Bola é uma realização do Instituto MAPA, com apoio institucional da Federação Catarinense de Futebol e o patrocínio da Associação dos Clubes de Futebol Profissional de Santa Catarina, ganhando o caráter de premiação oficial dos melhores do Campeonato Catarinense de Futebol. O Prêmio ocorre todos os anos e premia os melhores jogadores, comissão técnica e arbitragem do Campeonato Catarinense, segundo votação de radialistas e jornalistas de Santa Catarina.

## Transmissão

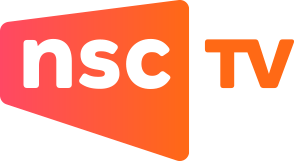
Logo da NSC TV, emissora que transmite o Campeonato Catarinense atualmente.

Por mais de duas décadas, a transmissão das edições do Campeonato Catarinense foram transmitidas pela RBS TV. Em 2006, os direitos de transmissão do Campeonato Catarinense foram adquiridos pela Record em 14 de dezembro de 2006 para os anos de 2007, 2008 e 2009, dobrando o valor que vinha sendo pago pela RBS. Surpreso com a decisão, ainda em 2007, o grupo gaúcho tentou resgatar a transmissão. Em ata de janeiro, está registrada oferta da concorrência, de R$ 1,9 milhão pelo catarinense. A proposta foi rechaçada pela assembléia da Associação de Clubes. A Record conseguiu então iniciar as transmissões.
A partir da temporada de 2009, a RBS TV voltou a transmitir o Campeonato Catarinense até o ano de 2017. No dia 7 de março de 2016, foi anunciado em Florianópolis a venda e o fechamento para a transferência de controle das operações de televisões, rádios e jornais que atuam sob a marca RBS em Santa Catarina, o que inclui as 6 emissoras da RBS TV no estado. A partir da venda, surgiu a NSC TV. A NSC TV e a Federação Catarinense de Futebol fecharam, no ano de 2018, um acordo para a renovação da transmissão, com exclusividade na televisão aberta, do Campeonato Catarinense pelos próximos quatro anos.

### Cotas de televisão
O Grupo Globo, através de sua afiliada em Santa Catarina: a NSC TV, fechou o contrato de televisionamento do Campeonato Catarinense por 4 anos (2018-2021) distribuindo dessa forma o pagamento dos direitos de transmissão dos jogos:
- Avaí, Chapecoense, Criciúma, Figueirense e Joinville – 650 mil reais
- Brusque, Marcílio Dias, Hercílio Luz, Metropolitano e Tubarão – 350 mil reais

### Transmissão pela internet
Em 2018, foi cancelado a transmissão do Campeonato Catarinense em emissoras de TV fechada (Pay-per-view), como houve em outros anos por meio do Premiere FC, da SporTV. Buscando alternativas e saídas para o problema, foi criado o FCPlay. O FCPLAY é dos clubes, que buscaram apoio em diversos parceiros para viabilizar a transmissão dos jogos, entre eles a Federação Catarinense de Futebol, a Associação de Clubes de Futebol Profissional de Santa Catarina, o Sindicato dos Atletas, a empresa de tecnologia Samba Tech e a Primer TV. A plataforma desenvolvida pela Samba Tech foi a solução encontrada pelos clubes para a transmissão dos seus jogos do Estadual deste ano. A primeira transmissão foi do jogo Figueirense e Concórdia. Os preços para assistir às partidas pela internet, já divulgados pela SCClubes, são R$ 39 a partida ou R$ 99 todo o campeonato.

## Patrocinadores

A cooperativa de crédito Sicoob, foi o patrocinador oficial da edição de 2019.

Em 2013, foi firmado parceria entre a Federação Catarinense de Futebol e a marca brasileira da General Motors para as temporadas de 2013 e 2014. A denominação oficial do Estadual foi Catarinense Chevrolet 2013/2014. Além do nome oficial, a taça que será entregue ao clube campeão será “Taça Chevrolet”.
Em 2015, foi firmado uma parceria com a Hemmer Alimentos como patrocinadora oficial da fase decisiva do Campeonato Catarinense Série A 2015.
A Hemmer Alimentos é uma indústria genuinamente catarinense, com sede em Blumenau celebrou 100 Anos de fundação em 2015. Para ilustrar esse momento histórico do centenário da antiga Companhia Hemmer, o Catarinense Hemmer 100 Anos, leva o nome oficial da renomada Hemmer Alimentos, destacando a parceria na placa central de todos os jogos válidos pela competição até o dia 03 de maio, data da finalíssima, quando também ilustrará a cerimônia de premiação do grande campeão.
Nos anos de 2016 e 2017, a Havan patrocinou o Campeonato Catarinense. Além do nome oficial do Catarinense Havan 2016/2017, a patrocinadora esteve presente em todos os jogos da competição com exposição de placas e no uniforme da equipe de arbitragem. Genuinamente catarinense, sediada em Brusque, a Havan é uma das empresas entusiastas do futebol catarinense e continua como grande parceira institucional da Federação Catarinense de Futebol. A marca da empresa também apareceu na premiação do torneio. O troféu é uma imagem do símbolo da empresa: a Estátua da Liberdade. Entretanto, em vez da tocha, há uma bola.
O Sicoob, maior sistema de cooperativas de crédito do Brasil, foi o patrocinador oficial do Campeonato Catarinense de 2018 e 2019. O anúncio da parceria foi divulgado no dia 15 de janeiro pela Federação Catarinense de Futebol e Associação de Clubes de Futebol de Santa Catarina, durante a solenidade de lançamento da competição, realizada no auditório da Ordem dos Advogados do Brasil (OAB/SC), em Florianópolis. O patrocínio do Sicoob se estende para todas as competições oficiais da FCF, nas séries A, B, C e Copa Santa Catarina.

## Campeões
| \| Edição \| Ano \| Campeão \| Placar(es) \| Vice-campeão \| 3º lugar \| 4º lugar \| \| ------ \| ------------- \| -------------------- \| ----------------------------------------- \| ---------------------------- \| ---------------------- \| ---------------------------- \| \| 1ª \| 1924 Detalhes \| Avaí \| [nota 1] \| Trabalhista \| Internato \| Externato \| \| 2ª \| 1925 Detalhes \| Externato \| [nota 1] \| Avaí \| Atlético Florianópolis \| Internato \| \| 3ª \| 1926 \| Avaí \| [nota 1] \| Internato \| Desconhecido \| Desconhecido \| \| 4ª \| 1927 Detalhes \| Avaí \| 3 – 2 \| Blumenau[nota 2] \| Figueirense \| Adolfo Konder \| \| 5ª \| 1928 \| Avaí \| 4 – 1 \| Blumenau[nota 2] \| Caxias \| Desconhecido \| \| 6ª \| 1929 Detalhes \| Caxias \| 7 – 3 \| Adolfo Konder \| Pery Ferroviário \| Lauro Müller \| \| 7ª \| 1930 Detalhes \| Avaí \| 6 – 2 \| Marcílio Dias \| Carlos Renaux [nota 3] \| Brasil \| \| 8ª \| 1931 \| Lauro Müller \| W.O. \| Caxias \| Brasil \| Atlético Catarinense \| \| 9ª \| 1932 Detalhes \| Figueirense \| 7 – 3 \| Blumenau[nota 2] \| Brasil \| Bom Retiro \| \| - \| 1933 \| Não houve \| Não houve \| Não houve \| Não houve \| Não houve \| \| 10ª \| 1934 \| Atlético Catarinense \| [nota 4] \| Íris \| Avaí \| Figueirense \| \| 11ª \| 1935 \| Figueirense \| [nota 4] \| Íris \| Avaí \| Atlético Catarinense \| \| 12ª \| 1936 \| Figueirense \| [nota 4] \| Íris \| Avaí \| Atlético Catarinense \| \| 13ª \| 1937 \| Figueirense \| 2 – 1 \| Caxias \| Pery Ferroviário \| Avaí \| \| 14ª \| 1938 \| CIP \| 4 – 0 0 – 2 2 – 0 \| Atlético São Francisco \| Avaí \| Caxias \| \| 15ª \| 1939 \| Figueirense \| 5 – 3 \| Pery Ferroviário \| Caxias \| Hercílio Luz \| \| 16ª \| 1940 \| Ypiranga \| 1 – 0 \| Avaí \| Pery Ferroviário \| Hercílio Luz \| \| 17ª \| 1941 \| Figueirense \| 3 – 0 \| Caxias \| Carlos Renaux [nota 3] \| Pery Ferroviário \| \| 18ª \| 1942 Detalhes \| Avaí \| W.O. \| América \| Carlos Renaux [nota 3] \| Hercílio Luz \| \| 19ª \| 1943 Detalhes \| Avaí \| 1 – 3 14 – 3 (pro) \| América \| Olímpico[nota 5] \| Carlos Renaux [nota 3] \| \| 20ª \| 1944 Detalhes \| Avaí \| 2 – 1 5 – 3 \| Marcílio Dias \| Concórdia \| Blumenau[nota 6] \| \| 21ª \| 1945 \| Avaí \| 0 – 2 9 – 2 (pro) \| Caxias \| Blumenau[nota 6] \| Carlos Renaux \| \| - \| 1946 \| Não houve \| Não houve \| Não houve \| Não houve \| Não houve \| \| 22ª \| 1947 Detalhes \| América \| 3 – 1 4 – 3 \| Blumenau[nota 6] \| Operário de Mafra \| Paula Ramos \| \| 23ª \| 1948 Detalhes \| América \| 3 – 5 2 – 1 1 – 1 0 – 0 (pro) 4 – 3 (pen) \| Paula Ramos \| Blumenau[nota 6] \| Ipiranga \| \| 24ª \| 1949 Detalhes \| Olímpico \| 6 – 1 4 – 1 \| Avaí \| Juventus \| Hercílio Luz \| \| 25ª \| 1950 Detalhes \| Carlos Renaux \| 1 – 0 \| Figueirense \| Cruzeiro \| Desconhecido \| \| 26ª \| 1951 Detalhes \| América \| 1 – 1 4 – 0 \| Avaí \| Olímpico \| Hercílio Luz \| \| 27ª \| 1952 Detalhes \| América \| 4 – 2 2 – 2 \| Carlos Renaux \| Grêmio Araranguaense \| Aliados \| \| 28ª \| 1953 \| Carlos Renaux \| 4 – 3 3 – 2 \| América \| Baependi \| Avaí \| \| 29ª \| 1954 Detalhes \| Caxias \| 6 – 3 2 – 2 7 – 0 \| Tubarão[nota 7] \| Cruzeiro \| Carlos Renaux \| \| 30ª \| 1955 Detalhes \| Caxias \| 2 – 2 2 – 0 \| Blumenau[nota 6] \| Cruzeiro \| Desconhecido \| \| 31ª \| 1956 Detalhes \| Operário \| 2 – 1 3 – 1 \| Paysandu \| América \| Avaí \| \| 32ª \| 1957 Detalhes \| Hercílio Luz \| 3 – 1 2 – 4 2 – 0 \| Carlos Renaux \| Ypiranga \| Sadia \| \| 33ª \| 1958 Detalhes \| Hercílio Luz \| 1 – 4 5 – 5 3 – 1 \| Carlos Renaux \| Marcílio Dias \| Criciúma[nota 8] \| \| 34ª \| 1959 Detalhes \| Paula Ramos \| [nota 9] \| Caxias \| América \| Atlético Operário \| \| 35ª \| 1960 Detalhes \| Metropol \| [nota 10] \| Marcílio Dias \| Caxias \| Comercial \| \| 36ª \| 1961 Detalhes \| Metropol \| 3 – 3 3 – 4 1 – 0 \| Marcílio Dias \| Caxias \| América \| \| 37ª \| 1962 Detalhes \| Metropol \| [nota 11] \| Marcílio Dias \| Almirante Barroso \| Atlético Operário \| \| 38ª \| 1963 Detalhes \| Marcílio Dias \| [nota 4] \| Almirante Barroso \| Avaí \| Caxias \| \| 39ª \| 1964 Detalhes \| Olímpico \| [nota 10] \| Inter de Lages \| Hercílio Luz \| Santa Cruz \| \| 40ª \| 1965 Detalhes \| Inter de Lages \| [nota 12] \| Metropol \| Marcílio Dias \| Caxias \| \| 41ª \| 1966 Detalhes \| SER Perdigão \| [nota 10] \| Comercial \| Metropol \| Almirante Barroso \| \| 42ª \| 1967 Detalhes \| Metropol \| [nota 10] \| Marcílio Dias \| Guarani de Lages \| Atlético Operário \| \| 43ª \| 1968 Detalhes \| Criciúma[nota 8] \| 0 – 0 1 – 1 2 – 1 \| Caxias \| Desconhecido \| Desconhecido \| \| 44ª \| 1969 Detalhes \| Metropol \| [nota 1] \| América \| Desconhecido \| Desconhecido \| \| 45ª \| 1970 Detalhes \| Tubarão[nota 7] \| [nota 4] \| Olímpico \| América \| Próspera \| \| 46ª \| 1971 \| América \| [nota 4] \| Próspera \| Caxias \| Atlético Alto Vale [nota 13] \| \| 47ª \| 1972 \| Figueirense \| [nota 10] \| Avaí \| América \| Hercílio Luz \| \| 48ª \| 1973 Detalhes \| Avaí \| [nota 10] \| Atlético Alto Vale [nota 13] \| Figueirense \| Caxias \| \| 49ª \| 1974 Detalhes \| Figueirense \| 0 – 0 2 – 0 4 – 2 \| Inter de Lages \| Avaí \| América \| \| 50ª \| 1975 \| Avaí \| 2 – 3 3 – 0 1 – 0 \| Figueirense \| Chapecoense \| Blumenau[nota 6] \| \| 51ª \| 1976 Detalhes \| Joinville \| 1 – 0 \| Atlético Alto Vale [nota 13] \| Avaí \| Carlos Renaux \| \| 52ª \| 1977 \| Chapecoense \| 1 – 0 \| Avaí \| Criciúma[nota 8] \| Joinville \| \| 53ª \| 1978 \| Joinville \| [nota 12] \| Chapecoense \| Criciúma \| Inter de Lages \| \| 54ª \| 1979 \| Joinville \| [nota 12] \| Figueirense \| Criciúma \| Chapecoense \| \| 55ª \| 1980 \| Joinville \| [nota 14] \| Criciúma \| Joaçaba EC \| Figueirense \| \| 56ª \| 1981 Detalhes \| Joinville \| [nota 10] \| Criciúma \| Figueirense \| Desconhecido \| \| 57ª \| 1982 Detalhes \| Joinville \| 1 – 0 1 – 1 \| Criciúma \| Figueirense \| Marcílio Dias \| \| 58ª \| 1983 Detalhes \| Joinville \| [nota 10] \| Figueirense \| Criciúma \| Avaí \| \| 59ª \| 1984 Detalhes \| Joinville \| [nota 10] \| Figueirense \| Blumenau \| Avaí \| \| 60ª \| 1985 Detalhes \| Joinville \| [nota 12] \| Avaí \| Figueirense \| Inter de Lages \| \| 61ª \| 1986 Detalhes \| Criciúma \| [nota 12] \| Marcílio Dias \| Joinville \| Avaí \| \| 62ª \| 1987 Detalhes \| Joinville \| [nota 10] \| Criciúma \| Chapecoense \| Avaí \| \| 63ª \| 1988 Detalhes \| Avaí \| [nota 12] \| Blumenau \| Criciúma \| Brusque \| \| 64ª \| 1989 Detalhes \| Criciúma \| [nota 10] \| Joinville \| Marcílio Dias \| Blumenau \| \| 65ª \| 1990 Detalhes \| Criciúma \| [nota 10] \| Joinville \| Chapecoense \| Tubarão \| \| 66ª \| 1991 Detalhes \| Criciúma \| 1 – 0 0 – 2 1 – 0 \| Chapecoense \| Blumenau \| Joinville \| \| 67ª \| 1992 \| Brusque \| 0 – 1 3 – 1 (pro) \| Avaí \| Marcílio Dias \| Joinville \| \| 68ª \| 1993 Detalhes \| Criciúma \| 0 – 0 2 – 0 \| Figueirense \| Marcílio Dias \| Araranguá \| \| 69ª \| 1994 Detalhes \| Figueirense \| 1 – 0 2 – 0 \| Criciúma \| Juventus de Jaraguá \| Chapecoense \| \| 70ª \| 1995 \| Criciúma \| 1 – 4 1 – 0 \| Chapecoense \| Figueirense \| AD Joaçaba \| \| 71ª \| 1996 Detalhes \| Chapecoense \| 0 – 2 2 – 0 (pro) \| Joinville \| Tubarão \| Criciúma \| \| 72ª \| 1997 Detalhes \| Avaí \| 0 – 0 2 – 0 \| Tubarão \| Chapecoense \| Joinville \| \| 73ª \| 1998 Detalhes \| Criciúma \| 1 – 1 1 – 0 0 – 0 \| Tubarão \| Brusque \| Avaí \| \| 74ª \| 1999 Detalhes \| Figueirense \| 0 – 2 2 – 1 \| Avaí \| Criciúma \| Joinville \| \| 75ª \| 2000 Detalhes \| Joinville \| 2 – 2 2 – 1 \| Marcílio Dias \| Figueirense \| Atlético Alto Vale \| \| 76ª \| 2001 Detalhes \| Joinville \| 3 – 0 2 – 0 \| Criciúma \| Tubarão \| Figueirense \| \| 77ª \| 2002 Detalhes \| Figueirense \| [nota 15] \| Criciúma \| Avaí \| Tubarão \| \| 78ª \| 2003 Detalhes \| Figueirense \| 1 – 2 2 – 1 \| Caxias \| Criciúma \| Joinville \| \| 79ª \| 2004 Detalhes \| Figueirense \| [nota 10] \| Atlético de Ibirama \| Chapecoense \| Guarani de Palhoça \| \| 80ª \| 2005 Detalhes \| Criciúma \| 1 – 1 1 – 0 \| Atlético de Ibirama \| Avaí \| Joinville \| \| 81ª \| 2006 Detalhes \| Figueirense \| 1 – 2 3 – 0 \| Joinville \| Juventus de Jaraguá \| Atlético de Ibirama \| \| 82ª \| 2007 \| Chapecoense \| 1 – 0 2 – 2 \| Criciúma \| Atlético de Ibirama \| Avaí \| \| 83ª \| 2008 Detalhes \| Figueirense \| 1 – 0 2 – 3 (pro) \| Criciúma \| Avaí \| Metropolitano \| \| 84ª \| 2009 Detalhes \| Avaí \| 1 – 3 6 – 1 (pro) \| Chapecoense \| Joinville \| Criciúma \| \| 85ª \| 2010 Detalhes \| Avaí \| 3 – 1 2 – 0 \| Joinville \| Figueirense \| CFZ Imbituba \| \| 86ª \| 2011 Detalhes \| Chapecoense \| 0 – 1 1 – 0 \| Criciúma \| Figueirense \| Avaí \| \| 87ª \| 2012 Detalhes \| Avaí \| 3 – 0 2 – 1 \| Figueirense \| Chapecoense \| Joinville \| \| 88ª \| 2013 Detalhes \| Criciúma \| 2 – 0 0 – 1 \| Chapecoense \| Figueirense \| Avaí \| \| 89ª \| 2014 Detalhes \| Figueirense \| 1 – 2 2 – 1 \| Joinville \| Criciúma \| Metropolitano \| \| 90ª \| 2015 Detalhes \| Figueirense \| 0 – 0 [nota 16] \| Joinville \| Chapecoense \| Inter de Lages \| \| 91ª \| 2016 Detalhes \| Chapecoense \| 1 – 0 1 – 1 \| Joinville \| Criciúma \| Figueirense \| \| 92ª \| 2017 Detalhes \| Chapecoense \| 1 – 0 0 – 1 \| Avaí \| Criciúma \| Brusque \| \| 93ª \| 2018 Detalhes \| Figueirense \| 2 – 0 \| Chapecoense \| Atlético Tubarão \| Criciúma \| \| 94ª \| 2019 Detalhes \| Avaí \| 1 – 1 4 – 2 (pen) \| Chapecoense \| Figueirense \| Criciúma \| \| 95ª \| 2020 Detalhes \| Chapecoense \| 2 – 0 1 – 0 \| Brusque \| Criciúma \| Juventus de Jaraguá \| \| 96ª \| 2021 Detalhes \| Avaí \| 2 – 1 1 – 1 \| Chapecoense \| Brusque \| Marcílio Dias \| \| 97ª \| 2022 Detalhes \| Brusque \| 1 – 1 0 – 0 \| Camboriú \| Concórdia \| Figueirense \| \| 98ª \| 2023 Detalhes \| Criciúma \| 1 – 0 \| Brusque \| Hercílio Luz \| Barra-SC \| \| 99ª \| 2024 Detalhes \| Criciúma \| 2 – 1 1 – 1 \| Brusque \| Avaí \| Barra-SC \| \| 100ª \| 2025 Detalhes \| Avaí \| 2 – 2 1 – 1 \| Chapecoense \| Santa Catarina \| Joinville \| |               |                      |                                           |                        |                        |                      |
| Edição | Ano           | Campeão              | Placar(es)                                | Vice-campeão           | 3º lugar               | 4º lugar             |
| 1ª | 1924 Detalhes | Avaí                 | [ nota 1 ]                                | Trabalhista            | Internato              | Externato            |
| 2ª | 1925 Detalhes | Externato            | [ nota 1 ]                                | Avaí                   | Atlético Florianópolis | Internato            |
| 3ª | 1926          | Avaí                 | [ nota 1 ]                                | Internato              | Desconhecido           | Desconhecido         |
| 4ª | 1927 Detalhes | Avaí                 | 3 – 2                                     | Blumenau               | Figueirense            | Adolfo Konder        |
| 5ª | 1928          | Avaí                 | 4 – 1                                     | Blumenau               | Caxias                 | Desconhecido         |
| 6ª | 1929 Detalhes | Caxias               | 7 – 3                                     | Adolfo Konder          | Pery Ferroviário       | Lauro Müller         |
| 7ª | 1930 Detalhes | Avaí                 | 6 – 2                                     | Marcílio Dias          | Carlos Renaux          | Brasil               |
| 8ª | 1931          | Lauro Müller         | W.O.                                      | Caxias                 | Brasil                 | Atlético Catarinense |
| 9ª | 1932 Detalhes | Figueirense          | 7 – 3                                     | Blumenau               | Brasil                 | Bom Retiro           |
| - | 1933          | Não houve            | Não houve                                 | Não houve              | Não houve              | Não houve            |
| 10ª | 1934          | Atlético Catarinense | [ nota 4 ]                                | Íris                   | Avaí                   | Figueirense          |
| 11ª | 1935          | Figueirense          | [ nota 4 ]                                | Íris                   | Avaí                   | Atlético Catarinense |
| 12ª | 1936          | Figueirense          | [ nota 4 ]                                | Íris                   | Avaí                   | Atlético Catarinense |
| 13ª | 1937          | Figueirense          | 2 – 1                                     | Caxias                 | Pery Ferroviário       | Avaí                 |
| 14ª | 1938          | CIP                  | 4 – 0 0 – 2 2 – 0                         | Atlético São Francisco | Avaí                   | Caxias               |
| 15ª | 1939          | Figueirense          | 5 – 3                                     | Pery Ferroviário       | Caxias                 | Hercílio Luz         |
| 16ª | 1940          | Ypiranga             | 1 – 0                                     | Avaí                   | Pery Ferroviário       | Hercílio Luz         |
| 17ª | 1941          | Figueirense          | 3 – 0                                     | Caxias                 | Carlos Renaux          | Pery Ferroviário     |
| 18ª | 1942 Detalhes | Avaí                 | W.O.                                      | América                | Carlos Renaux          | Hercílio Luz         |
| 19ª | 1943 Detalhes | Avaí                 | 1 – 3 14 – 3 (pro)                        | América                | Olímpico               | Carlos Renaux        |
| 20ª | 1944 Detalhes | Avaí                 | 2 – 1 5 – 3                               | Marcílio Dias          | Concórdia              | Blumenau             |
| 21ª | 1945          | Avaí                 | 0 – 2 9 – 2 (pro)                         | Caxias                 | Blumenau               | Carlos Renaux        |
| - | 1946          | Não houve            | Não houve                                 | Não houve              | Não houve              | Não houve            |
| 22ª | 1947 Detalhes | América              | 3 – 1 4 – 3                               | Blumenau               | Operário de Mafra      | Paula Ramos          |
| 23ª | 1948 Detalhes | América              | 3 – 5 2 – 1 1 – 1 0 – 0 (pro) 4 – 3 (pen) | Paula Ramos            | Blumenau               | Ipiranga             |
| 24ª | 1949 Detalhes | Olímpico             | 6 – 1 4 – 1                               | Avaí                   | Juventus               | Hercílio Luz         |
| 25ª | 1950 Detalhes | Carlos Renaux        | 1 – 0                                     | Figueirense            | Cruzeiro               | Desconhecido         |
| 26ª | 1951 Detalhes | América              | 1 – 1 4 – 0                               | Avaí                   | Olímpico               | Hercílio Luz         |
| 27ª | 1952 Detalhes | América              | 4 – 2 2 – 2                               | Carlos Renaux          | Grêmio Araranguaense   | Aliados              |
| 28ª | 1953          | Carlos Renaux        | 4 – 3 3 – 2                               | América                | Baependi               | Avaí                 |
| 29ª | 1954 Detalhes | Caxias               | 6 – 3 2 – 2 7 – 0                         | Tubarão                | Cruzeiro               | Carlos Renaux        |
| 30ª | 1955 Detalhes | Caxias               | 2 – 2 2 – 0                               | Blumenau               | Cruzeiro               | Desconhecido         |
| 31ª | 1956 Detalhes | Operário             | 2 – 1 3 – 1                               | Paysandu               | América                | Avaí                 |
| 32ª | 1957 Detalhes | Hercílio Luz         | 3 – 1 2 – 4 2 – 0                         | Carlos Renaux          | Ypiranga               | Sadia                |
| 33ª | 1958 Detalhes | Hercílio Luz         | 1 – 4 5 – 5 3 – 1                         | Carlos Renaux          | Marcílio Dias          | Criciúma             |
| 34ª | 1959 Detalhes | Paula Ramos          | [ nota 9 ]                                | Caxias                 | América                | Atlético Operário    |
| 35ª | 1960 Detalhes | Metropol             | [ nota 10 ]                               | Marcílio Dias          | Caxias                 | Comercial            |
| 36ª | 1961 Detalhes | Metropol             | 3 – 3 3 – 4 1 – 0                         | Marcílio Dias          | Caxias                 | América              |
| 37ª | 1962 Detalhes | Metropol             | [ nota 11 ]                               | Marcílio Dias          | Almirante Barroso      | Atlético Operário    |
| 38ª | 1963 Detalhes | Marcílio Dias        | [ nota 4 ]                                | Almirante Barroso      | Avaí                   | Caxias               |
| 39ª | 1964 Detalhes | Olímpico             | [ nota 10 ]                               | Inter de Lages         | Hercílio Luz           | Santa Cruz           |
| 40ª | 1965 Detalhes | Inter de Lages       | [ nota 12 ]                               | Metropol               | Marcílio Dias          | Caxias               |
| 41ª | 1966 Detalhes | SER Perdigão         | [ nota 10 ]                               | Comercial              | Metropol               | Almirante Barroso    |
| 42ª | 1967 Detalhes | Metropol             | [ nota 10 ]                               | Marcílio Dias          | Guarani de Lages       | Atlético Operário    |
| 43ª | 1968 Detalhes | Criciúma             | 0 – 0 1 – 1 2 – 1                         | Caxias                 | Desconhecido           | Desconhecido         |
| 44ª | 1969 Detalhes | Metropol             | [ nota 1 ]                                | América                | Desconhecido           | Desconhecido         |
| 45ª | 1970 Detalhes | Tubarão              | [ nota 4 ]                                | Olímpico               | América                | Próspera             |
| 46ª | 1971          | América              | [ nota 4 ]                                | Próspera               | Caxias                 | Atlético Alto Vale   |
| 47ª | 1972          | Figueirense          | [ nota 10 ]                               | Avaí                   | América                | Hercílio Luz         |
| 48ª | 1973 Detalhes | Avaí                 | [ nota 10 ]                               | Atlético Alto Vale     | Figueirense            | Caxias               |
| 49ª | 1974 Detalhes | Figueirense          | 0 – 0 2 – 0 4 – 2                         | Inter de Lages         | Avaí                   | América              |
| 50ª | 1975          | Avaí                 | 2 – 3 3 – 0 1 – 0                         | Figueirense            | Chapecoense            | Blumenau             |
| 51ª | 1976 Detalhes | Joinville            | 1 – 0                                     | Atlético Alto Vale     | Avaí                   | Carlos Renaux        |
| 52ª | 1977          | Chapecoense          | 1 – 0                                     | Avaí                   | Criciúma               | Joinville            |
| 53ª | 1978          | Joinville            | [ nota 12 ]                               | Chapecoense            | Criciúma               | Inter de Lages       |
| 54ª | 1979          | Joinville            | [ nota 12 ]                               | Figueirense            | Criciúma               | Chapecoense          |
| 55ª | 1980          | Joinville            | [ nota 14 ]                               | Criciúma               | Joaçaba EC             | Figueirense          |
| 56ª | 1981 Detalhes | Joinville            | [ nota 10 ]                               | Criciúma               | Figueirense            | Desconhecido         |
| 57ª | 1982 Detalhes | Joinville            | 1 – 0 1 – 1                               | Criciúma               | Figueirense            | Marcílio Dias        |
| 58ª | 1983 Detalhes | Joinville            | [ nota 10 ]                               | Figueirense            | Criciúma               | Avaí                 |
| 59ª | 1984 Detalhes | Joinville            | [ nota 10 ]                               | Figueirense            | Blumenau               | Avaí                 |
| 60ª | 1985 Detalhes | Joinville            | [ nota 12 ]                               | Avaí                   | Figueirense            | Inter de Lages       |
| 61ª | 1986 Detalhes | Criciúma             | [ nota 12 ]                               | Marcílio Dias          | Joinville              | Avaí                 |
| 62ª | 1987 Detalhes | Joinville            | [ nota 10 ]                               | Criciúma               | Chapecoense            | Avaí                 |
| 63ª | 1988 Detalhes | Avaí                 | [ nota 12 ]                               | Blumenau               | Criciúma               | Brusque              |
| 64ª | 1989 Detalhes | Criciúma             | [ nota 10 ]                               | Joinville              | Marcílio Dias          | Blumenau             |
| 65ª | 1990 Detalhes | Criciúma             | [ nota 10 ]                               | Joinville              | Chapecoense            | Tubarão              |
| 66ª | 1991 Detalhes | Criciúma             | 1 – 0 0 – 2 1 – 0                         | Chapecoense            | Blumenau               | Joinville            |
| 67ª | 1992          | Brusque              | 0 – 1 3 – 1 (pro)                         | Avaí                   | Marcílio Dias          | Joinville            |
| 68ª | 1993 Detalhes | Criciúma             | 0 – 0 2 – 0                               | Figueirense            | Marcílio Dias          | Araranguá            |
| 69ª | 1994 Detalhes | Figueirense          | 1 – 0 2 – 0                               | Criciúma               | Juventus de Jaraguá    | Chapecoense          |
| 70ª | 1995          | Criciúma             | 1 – 4 1 – 0                               | Chapecoense            | Figueirense            | AD Joaçaba           |
| 71ª | 1996 Detalhes | Chapecoense          | 0 – 2 2 – 0 (pro)                         | Joinville              | Tubarão                | Criciúma             |
| 72ª | 1997 Detalhes | Avaí                 | 0 – 0 2 – 0                               | Tubarão                | Chapecoense            | Joinville            |
| 73ª | 1998 Detalhes | Criciúma             | 1 – 1 1 – 0 0 – 0                         | Tubarão                | Brusque                | Avaí                 |
| 74ª | 1999 Detalhes | Figueirense          | 0 – 2 2 – 1                               | Avaí                   | Criciúma               | Joinville            |
| 75ª | 2000 Detalhes | Joinville            | 2 – 2 2 – 1                               | Marcílio Dias          | Figueirense            | Atlético Alto Vale   |
| 76ª | 2001 Detalhes | Joinville            | 3 – 0 2 – 0                               | Criciúma               | Tubarão                | Figueirense          |
| 77ª | 2002 Detalhes | Figueirense          | [ nota 15 ]                               | Criciúma               | Avaí                   | Tubarão              |
| 78ª | 2003 Detalhes | Figueirense          | 1 – 2 2 – 1                               | Caxias                 | Criciúma               | Joinville            |
| 79ª | 2004 Detalhes | Figueirense          | [ nota 10 ]                               | Atlético de Ibirama    | Chapecoense            | Guarani de Palhoça   |
| 80ª | 2005 Detalhes | Criciúma             | 1 – 1 1 – 0                               | Atlético de Ibirama    | Avaí                   | Joinville            |
| 81ª | 2006 Detalhes | Figueirense          | 1 – 2 3 – 0                               | Joinville              | Juventus de Jaraguá    | Atlético de Ibirama  |
| 82ª | 2007          | Chapecoense          | 1 – 0 2 – 2                               | Criciúma               | Atlético de Ibirama    | Avaí                 |
| 83ª | 2008 Detalhes | Figueirense          | 1 – 0 2 – 3 (pro)                         | Criciúma               | Avaí                   | Metropolitano        |
| 84ª | 2009 Detalhes | Avaí                 | 1 – 3 6 – 1 (pro)                         | Chapecoense            | Joinville              | Criciúma             |
| 85ª | 2010 Detalhes | Avaí                 | 3 – 1 2 – 0                               | Joinville              | Figueirense            | CFZ Imbituba         |
| 86ª | 2011 Detalhes | Chapecoense          | 0 – 1 1 – 0                               | Criciúma               | Figueirense            | Avaí                 |
| 87ª | 2012 Detalhes | Avaí                 | 3 – 0 2 – 1                               | Figueirense            | Chapecoense            | Joinville            |
| 88ª | 2013 Detalhes | Criciúma             | 2 – 0 0 – 1                               | Chapecoense            | Figueirense            | Avaí                 |
| 89ª | 2014 Detalhes | Figueirense          | 1 – 2 2 – 1                               | Joinville              | Criciúma               | Metropolitano        |
| 90ª | 2015 Detalhes | Figueirense          | 0 – 0                                     | Joinville              | Chapecoense            | Inter de Lages       |
| 91ª | 2016 Detalhes | Chapecoense          | 1 – 0 1 – 1                               | Joinville              | Criciúma               | Figueirense          |
| 92ª | 2017 Detalhes | Chapecoense          | 1 – 0 0 – 1                               | Avaí                   | Criciúma               | Brusque              |
| 93ª | 2018 Detalhes | Figueirense          | 2 – 0                                     | Chapecoense            | Atlético Tubarão       | Criciúma             |
| 94ª | 2019 Detalhes | Avaí                 | 1 – 1 4 – 2 (pen)                         | Chapecoense            | Figueirense            | Criciúma             |
| 95ª | 2020 Detalhes | Chapecoense          | 2 – 0 1 – 0                               | Brusque                | Criciúma               | Juventus de Jaraguá  |
| 96ª | 2021 Detalhes | Avaí                 | 2 – 1 1 – 1                               | Chapecoense            | Brusque                | Marcílio Dias        |
| 97ª | 2022 Detalhes | Brusque              | 1 – 1 0 – 0                               | Camboriú               | Concórdia              | Figueirense          |
| 98ª | 2023 Detalhes | Criciúma             | 1 – 0                                     | Brusque                | Hercílio Luz           | Barra-SC             |
| 99ª | 2024 Detalhes | Criciúma             | 2 – 1 1 – 1                               | Brusque                | Avaí                   | Barra-SC             |
| 100ª | 2025 Detalhes | Avaí                 | 2 – 2 1 – 1                               | Chapecoense            | Santa Catarina         | Joinville            |

## Títulos

### Por clubes
| Clubes                 | Conquista(s) | Vice(s)                                                          |
| ---------------------- | --- | ---------------------------------------------------------------- |
| Avaí                   | 19 (1924, 1926, 1927, 1928, 1930, 1942, 1943, 1944, 1945, 1973, 1975, 1988, 1997, 2009, 2010, 2012, 2019, 2021 e 2025) | 10 (1925, 1940, 1949, 1951, 1972, 1977, 1985, 1992, 1999 e 2017) |
| Figueirense            | 18 (1932, 1935, 1936, 1937, 1939, 1941, 1972, 1974, 1994, 1999, 2002, 2003, 2004, 2006, 2008, 2014, 2015 e 2018)       | 7 (1950, 1975, 1979, 1983, 1984, 1993 e 2012)                    |
| Criciúma               | 12 (1968, 1986, 1989, 1990, 1991, 1993, 1995, 1998, 2005, 2013, 2023 e 2024)                                           | 10 (1980, 1981, 1982, 1987, 1994, 2001, 2002, 2007, 2008 e 2011) |
| Joinville              | 12 (1976, 1978, 1979, 1980, 1981, 1982, 1983, 1984, 1985, 1987, 2000 e 2001)                                           | 8 (1989, 1990, 1996, 2006, 2010, 2014, 2015 e 2016)              |
| Chapecoense            | 7 (1977, 1996, 2007, 2011, 2016, 2017 e 2020)                                                                          | 9 (1978, 1991, 1995, 2009, 2013, 2018, 2019, 2021 e 2025)        |
| América                | 5 (1947, 1948, 1951, 1952 e 1971)                                                                                      | 4 (1942, 1943, 1953 e 1969)                                      |
| Metropol               | 5 (1960, 1961, 1962, 1967 e 1969)                                                                                      | 1 (1965)                                                         |
| Caxias                 | 3 (1929, 1954 e 1955)                                                                                                  | 7 (1931, 1937, 1941, 1945, 1959, 1968 e 2003)                    |
| Carlos Renaux          | 2 (1950 e 1953) | 3 (1952, 1957 e 1958)                                            |
| Brusque                | 2 (1992 e 2022) | 3 (2020, 2023 e 2024)                                            |
| Olímpico               | 2 (1949 e 1964) | 1 (1970)                                                         |
| Hercílio Luz           | 2 (1957 e 1958) | 0                                                                |
| Marcílio Dias          | 1 (1963) | 8 (1930, 1944, 1960, 1961, 1962, 1967, 1986 e 2000)              |
| Tubarão FC             | 1 (1970) | 3 (1954, 1997 e 1998)                                            |
| Inter de Lages         | 1 (1965) | 2 (1964 e 1974)                                                  |
| Paula Ramos            | 1 (1959) | 1 (1948)                                                         |
| Externato              | 1 (1925) | 0                                                                |
| Lauro Müller           | 1 (1931) | 0                                                                |
| Atlético Catarinense   | 1 (1934) | 0                                                                |
| CIP                    | 1 (1938) | 0                                                                |
| Ypiranga               | 1 (1940) | 0                                                                |
| Operário               | 1 (1956) | 0                                                                |
| SER Perdigão           | 1 (1966) | 0                                                                |
| Blumenau               | 0 | 6 (1927, 1928, 1932, 1947, 1955 e 1988)                          |
| Íris                   | 0 | 3 (1934, 1935 e 1936)                                            |
| Atlético Alto Vale     | 0 | 2 (1973 e 1976)                                                  |
| Atlético de Ibirama    | 0 | 2 (2004 e 2005)                                                  |
| Trabalhista            | 0 | 1 (1924)                                                         |
| Internato              | 0 | 1 (1926)                                                         |
| Adolfo Konder          | 0 | 1 (1929)                                                         |
| Atlético São Francisco | 0 | 1 (1938)                                                         |
| Pery Ferroviário       | 0 | 1 (1939)                                                         |
| Paysandu               | 0 | 1 (1956)                                                         |
| Almirante Barroso      | 0 | 1 (1963)                                                         |
| Comercial              | 0 | 1 (1966)                                                         |
| Próspera               | 0 | 1 (1971)                                                         |
| Camboriú               | 0 | 1 (2022)                                                         |

### Por cidades
| Cidade               | Títulos | Vices | Total (clubes) | Média (por clube) |
| -------------------- | ------- | ----- | -------------- | ----------------- |
| Florianópolis        | 40      | 24    | 64 (9)         | 7.11              |
| Joinville            | 21      | 19    | 40 (4)         | 10.00             |
| Criciúma             | 17      | 12    | 29 (3)         | 9.66              |
| Chapecó              | 7       | 9     | 16 (1)         | 16.00             |
| Brusque              | 4       | 7     | 11 (3)         | 3.66              |
| Itajaí               | 3       | 9     | 12 (4)         | 3.00              |
| Tubarão              | 3       | 3     | 6 (2)          | 3.00              |
| Blumenau             | 2       | 7     | 9 (2)          | 4.50              |
| Lages                | 1       | 2     | 3 (1)          | 3.00              |
| São Francisco do Sul | 1       | 1     | 2 (2)          | 1.00              |
| Videira              | 1       | 0     | 1 (1)          | 1.00              |
| Rio do Sul           | 0       | 2     | 2 (1)          | 2.00              |
| Ibirama              | 0       | 2     | 2 (1)          | 2.00              |
| Mafra                | 0       | 1     | 1 (1)          | 1.00              |
| Joaçaba              | 0       | 1     | 1 (1)          | 1.00              |
| Camboriú             | 0       | 1     | 1 (1)          | 1.00              |

## Treinadores
Desde 1924, o Campeonato Catarinense consagrou campeão dezenas de treinadores diferentes. O primeiro treinador campeão foi Carlos Pires, do Avaí e o último foi Enderson Moreira, também do Avaí. Lauro Búrigo, é o treinador que mais vezes venceu o campeonato, com cinco conquistas. Todas as suas conquistas foram por clubes diferentes, sendo quatro vezes consecutivas: o Criciúma (1968), o Metropol (1969), o Ferroviário (1970), o América de Joinville (1971) e o Figueirense (1974). O segundo treinador mais vitorioso é Jorge Ferreira com três conquistas. Com duas conquistas estão os treinadores Arthur Neto, Joel Castro Flores, João Francisco e Luiz Gonzaga Milioli. O uruguaio Sérgio Ramírez d'Ávila, conquistou a edição de 1993, sendo o único treinador estrangeiro a ser campeão em toda a história do Campeonato Catarinense.

## Jogadores
Muitos jogadores ganharam mais de uma vez o campeonato catarinense, Fernandes pelo Figueirense ganhando 6 títulos, Adolfinho pelo Avaí ganhando 4 títulos, Sílvio Criciúma pelo Criciúma ganhando 3 títulos, mas o jogador que é o maior campeão catarinense é Nardela do Joinville com 7 títulos, ganhos entre 1980 até 1985 e mais o título de 1987.

## Artilheiros
Pela falta de fontes e informações, não se tem conhecimento de qual é o maior artilheiro da história do Campeonato Catarinense. O primeiro artilheiro que se tem conhecimento foi Raul, que atuava pelo Caxias de Joinville na edição de 1929. Em 1966, Norberto Hoppe estabeleceu o recorde de gols marcados em uma única edição do torneio, com 33 gols. Na edição de 2017, Rentería tornou-se o primeiro estrangeiro a ser artilheiro do Campeonato Catarinense. O Colombiano anotou 11 gols e dividiu a artilharia com Jonatas Belusso.
Em doze ocasiões, a artilharia terminou empatada por dois ou mais jogadores, assim como na última edição do campeonato. Oito jogadores já foram artilheiros por mais de uma vez, sendo que Saul, foi o que por mais vezes conquistou esse título (4 vezes), sendo seguido por Raul, Juarez, Norberto Hoppe, Ademir, Paulinho Cascavel, Lima e Rafael Costa (2 vezes cada). O Avaí é o clube que teve mais artilheiros, com doze no total, seguido de Figueirense, Joinville e Caxias com dez, Criciúma com sete e Chapecoense com seis. Não se tem conhecimento dos artilheiros das edições de 1924 a 1928, 1932, 1936, 1957, 1959, 1962 a 1964 e 1969 a 1971.

## Estatísticas

### Maiores goleadas
Abaixo segue a lista das maiores goleadas da história do Campeonato Catarinense.[carece de fontes?]
| Nº  | Data                    | Mandante            | Placar | Visitante           | Estádio                 |
| --- | ----------------------- | ------------------- | ------ | ------------------- | ----------------------- |
| 1ª  | 20 de janeiro de 1963   | Metropol            | 12–1   | Flamengo            | Euvaldo Lodi            |
| 2ª  | 23 de janeiro de 1955   | Caxias-SC           | 10–0   | Baependi            | Max Belfáz              |
| 3ª  | 11 de fevereiro de 1945 | Avaí                | 10–1   | Blumenau            | Deba                    |
| 4ª  | 19 de junho de 1965     | Avaí                | 9–0    | São Paulo           | Adolfo Konder           |
| 5ª  | 18 de setembro de 1985  | Joinville           | 9–0    | Juventus            | Ernestão                |
| 6ª  | 16 de fevereiro de 1966 | Metropol            | 9–0    | Perdigão            | Euvaldo Lodi            |
| 7ª  | Desconhecido            | Cruzeiro            | 10–2   | Hervalense          | Oscar Rodrigues da Nova |
| 8ª  | 9 de maio de 1937       | Figueirense         | 10–2   | Íris                | Adolfo Konder           |
| 9ª  | 19 de junho de 1962     | Estrela             | 1–9    | Caxias-SC           | Desconhecido            |
| 10ª | 1935                    | Figueirense         | 9–1    | Tamandaré           | Adolfo Konder           |
| 11ª | 22 de março de 1964     | Inter de Lages      | 9–1    | Tamandaré           | Vidal Ramos Júnior      |
| 12ª | 11 de junho de 1995     | Atlético de Ibirama | 1–9    | Avaí                | Hermann Aichinger       |
| 13ª | 19 de junho de 1965     | Guarany             | 8–0    | Tamandaré           | Desconhecido            |
| 14ª | 10 de fevereiro de 1980 | Joinville           | 8–0    | Ouro Verde          | Ernestão                |
| 15ª | 9 de maio de 1976       | Joinville           | 8–0    | Guarani             | Ernestão                |
| 16ª | 28 de maio de 1975      | Figueirense         | 8–0    | Próspera            | Orlando Scarpelli       |
| 17ª | 28 de março de 2013     | Criciúma            | 8–0    | Juventus de Jaraguá | Heriberto Hülse         |

### Maiores públicos
Abaixo estão maiores públicos da história do Campeonato Catarinense.
| Nº | Público | Mandante    | Placar | Visitante          | Estádio           | Data                 | Ref.   |
| -- | ------- | ----------- | ------ | ------------------ | ----------------- | -------------------- | ------ |
| 1  | 31 123  | Criciúma    | 1–0    | Chapecoense        | Heriberto Hülse   | 6 de agosto de 1995  |        |
| 2  | 25 735  | Avaí        | 2–1    | Blumenau           | Ressacada         | 17 de julho de 1988  |        |
| 3  | 23 375  | Figueirense | 2–1    | Avaí               | Orlando Scarpelli | 25 de julho de 1999  | [ 60 ] |
| 4  | 22 850  | Avaí        | 2–0    | Tubarão FC         | Ressacada         | 22 de junho de 1997  | [ 61 ] |
| 5  | 21 846  | Figueirense | 2–2    | Avaí               | Orlando Scarpelli | 21 de maio de 2000   | [ 62 ] |
| 6  | 21 400  | Criciúma    | 0–2    | Joinville          | Heriberto Hülse   | 23 de agosto de 1987 | [ 63 ] |
| 7  | 21 324  | Figueirense | 3–1    | Guarani de Palhoça | Orlando Scarpelli | 18 de abril de 2004  | [ 64 ] |
| 8  | 21 110  | Figueirense | 2–1    | Caxias-SC          | Orlando Scarpelli | 23 de março de 2003  |        |
| 9  | 20 425  | Avaí        | 2–0    | Figueirense        | Ressacada         | 21 de julho de 1999  | [ 61 ] |

## Participações
Abaixo estão os 10 clubes com mais participações no Campeonato Catarinense.
| Clubes         | Cidade        | Participações | Anos                                                                                                |
| -------------- | ------------- | ------------- | --------------------------------------------------------------------------------------------------- |
| Avaí           | Florianópolis | 82            | 1924–28, 1930, 1933–38, 1940, 1942–45, 1949, 1951–53, 1956–57, 1960, 1963–93, 1995–2024             |
| Figueirense    | Florianópolis | 81            | 1924–1927, 1932–1937, 1939, 1941, 1950, 1954–60, 1963–1986, 1988–2024                               |
| Marcílio Dias  | Itajaí        | 64            | 1930, 1933, 1939, 1944, 1956–1969, 1974–1998, 2000–2009, 2011–2012, 2014–2015, 2019–2024            |
| Criciúma       | Criciúma      | 58            | 1949, 1951, 1955, 1957–1960, 1965–1969, 1977–2021, 2023-2024                                        |
| Chapecoense    | Chapecó       | 51            | 1974–2024                                                                                           |
| Joinville      | Joinville     | 49            | 1976–2024                                                                                           |
| Blumenau       | Blumenau      | 48            | 1927–28, 1932–33, 1941–42, 1944–45, 1947–48, 1955–56, 1959–60, 1962–79, 1980–85, 1988–92, 1994–1998 |
| Inter de Lages | Lages         | 40            | 1959–1960, 1964–1988, 1991–1995, 2001–2002, 2015–2018, 2024                                         |
| Hercílio Luz   | Tubarão       | 37            | 1939–1942, 1949, 1951–1953, 1957–1960, 1962, 1964–1973, 1975, 1984–1991, 1995, 2018–2019, 2021–2024 |
| Caxias         | Joinville     | 35            | 1928–1929, 1931, 1933, 1937–1941, 1944–1945, 1954–1957, 1959–1975, 2003–2004, 2006                  |

## Campeões consecutivos
- Octacampeonatos
  - Joinville: 1 vez (1978–79–80–81–82–83–84–85)
- Tetracampeonatos
  - Avaí: 1 vez (1942–43–44–45)
- Tricampeonatos
  - Figueirense: 2 vezes (1935–36–37, 2002–03–04)
  - Avaí: 1 vez (1926–27–28)
  - Criciúma: 1 vez (1989–90–91)
  - Metropol: 1 vez (1960–61–62)
- Bicampeonatos
  - América: 2 vezes (1947–48, 1951–52)
  - Avaí: 1 vez (2009–10)
  - Caxias: 1 vez (1954–55)
  - Hercílio Luz: 1 vez (1957–58)
  - Joinville: 1 vez (2000–01)
  - Figueirense: 1 vez (2014–15)
  - Chapecoense: 1 vez (2016–17)
  - Criciúma: 1 vez (2023–24)